# Resolutie 1089 Veiligheidsraad Verenigde Naties
Resolutie 1089 van de Veiligheidsraad van de Verenigde Naties werd unaniem door de VN-Veiligheidsraad aangenomen op 13 december 1996, en verlengde de UNMOT-waarnemingsmissie in Tadzjikistan met drie maanden.

## Achtergrond
Na de val van de Sovjet-Unie, werden in 1991 verkiezingen gehouden in Tadzjikistan. Begin 1992 kwam de oppositie in opstand tegen de uitslag – de oud-communisten hadden gewonnen – ervan. Er brak een burgeroorlog uit tussen de gevestigde macht en hervormingsgezinden en islamisten uit de achtergestelde regio's van het land, die zich hadden verenigd. In 1997 werd onder VN-bemiddeling een
vredesakkoord gesloten.

## Inhoud
De situatie in Tadzjikistan bleef verslechteren. De gevechten bleven gewoon doorgaan, het staakt-het-vuren werd keer op keer geschonden, vooral het offensief van de oppositie in de regio Garm, en de gesloten akkoorden bleven dode letter.
De Veiligheidsraad eiste dat de vijandelijkheden werden beëindigd. De partijen werd gevraagd de gesloten overeenkomsten na te komen en het staakt-het-vuren in acht te nemen gedurende de lopende gesprekken. De Veiligheidsraad veroordeelde ook terreuracties en ander geweld waarbij burgers en ook leden van de GOS-vredesmacht en de Russische grenswacht waren omgekomen.
Het mandaat van de UNMOT-waarnemingsmissie werd verlengd tot 15 maart 1997, op voorwaarde dat de partijen zich aan het Akkoord van Teheran hielden en hun wil tot verzoening aantoonden. Op 15 januari 1997 zou de secretaris-generaal, toen al Kofi Annan, hierover en over het resultaat van de gesprekken rapporteren. Ook veroordeelde de Veiligheidsraad de manier waarop UNMOT door beide partijen werd behandeld, waaronder doodsbedreigingen. Ten slotte stemde ook de erger wordende humanitaire situatie tot bezorgdheid, en werden de lidstaten gevraagd meer te doen op dat vlak.

## Verwante resoluties
- Resolutie 1030 Veiligheidsraad Verenigde Naties (1995)
- Resolutie 1061 Veiligheidsraad Verenigde Naties
- Resolutie 1099 Veiligheidsraad Verenigde Naties (1997)
- Resolutie 1113 Veiligheidsraad Verenigde Naties (1997)

Lijst ·  1036 ·  1037 ·  1038 ·  1039 ·  1040 ·  1041 ·  1042 ·  1043 ·  1044 ·  1045 ·  1046 ·  1047 ·  1048 ·  1049 ·  1050 ·  1051 ·  1052 ·  1053 ·  1054 ·  1055 ·  1056 ·  1057 ·  1058 ·  1059 ·  1060 ·  1061 ·  1062 ·  1063 ·  1064 ·  1065 ·  1066 ·  1067 ·  1068 ·  1069 ·  1070 ·  1071 ·  1072 ·  1073 ·  1074 ·  1075 ·  1076 ·  1077 ·  1078 ·  1079 ·  1080 ·  1081 ·  1082 ·  1083 ·  1084 ·  1085 ·  1086 ·  1087 ·  1088 ·  1089 ·  1090 ·  1091 ·  1092